# Tchahartagh

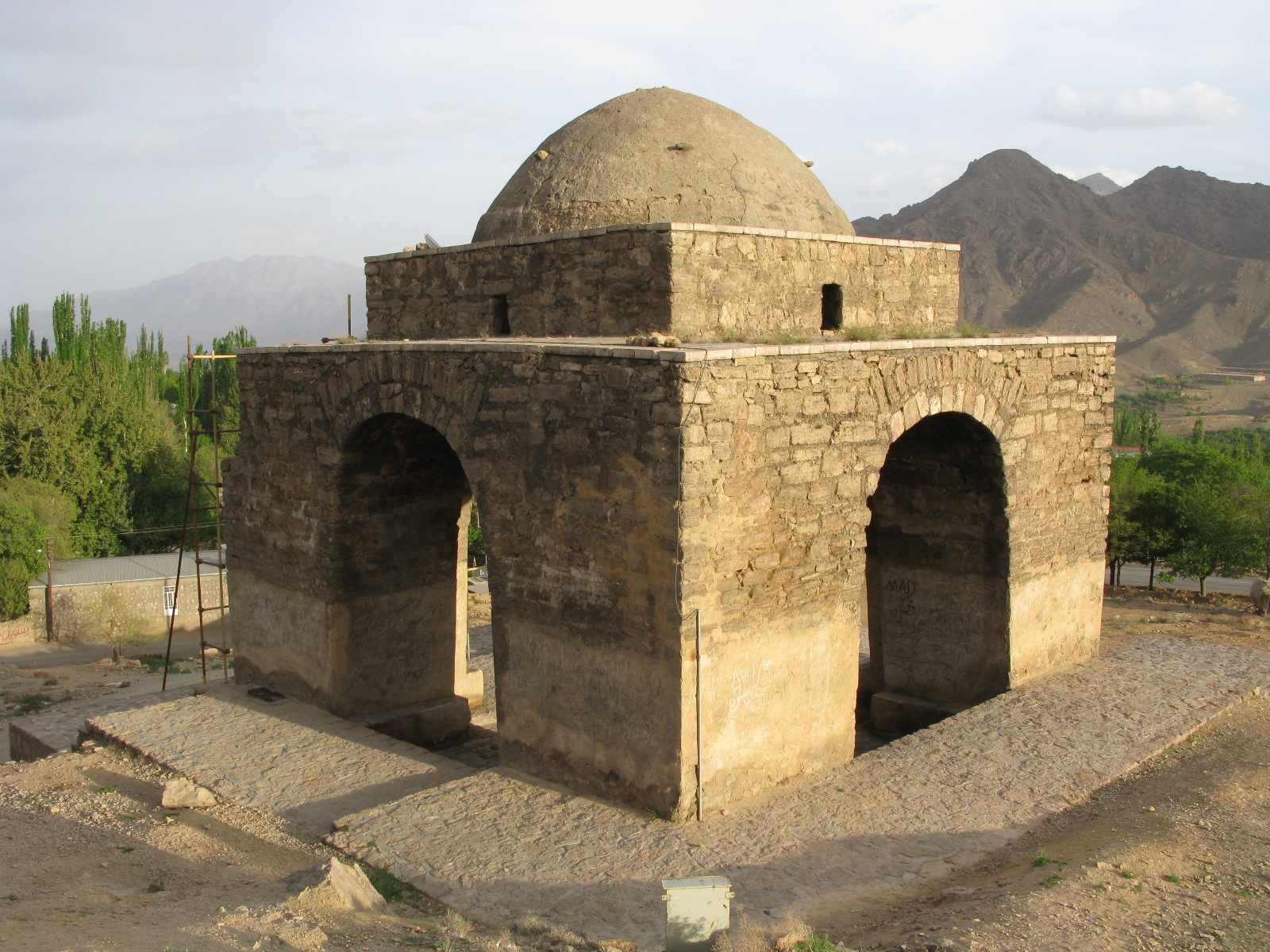
Le, province d'Ispahan.

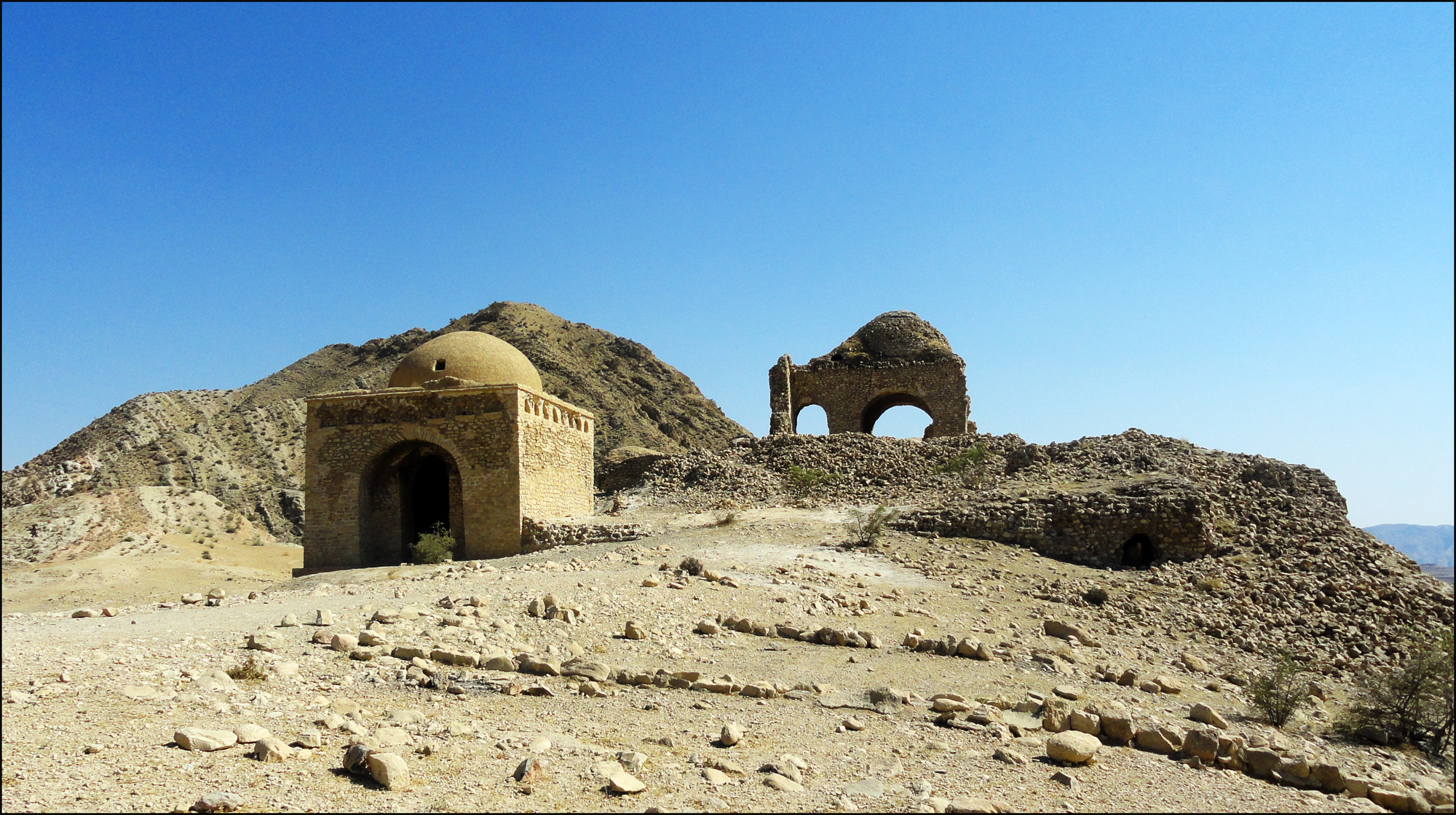
Le, province du Fars.

Un tchahartagh, tchahartaq ou chahâr tâq (en persan : چهارطاق / čahârṭâq, « quatre arches ») est un élément de l'architecture iranienne.
Cette salle à coupole sur trompes fut utilisée dès le IIe siècle dans les palais et pour les temples de feu zoroastriens. En son sein, on peut noter la présence de renfoncements dans les angles tandis qu'une ouverture est généralement percée sur chaque côté.
L'usage historique et rituel précis fait encore débat aussi comme cette forme de dôme a été utilisée continuellement dans divers contextes religieux ou laïques, ce terme ne doit être utilisé que pour désigner cette forme architecturale.
Les chahâr tâq faisaient partie d'ensembles plus complexes mais les murs d'enceinte, les ambulatoires et les pièces annexes ont disparu de nos jours.

## Temples du feu
Cette forme architecturale s'est développée plus particulièrement sous la dynastie perse des Sassanides (224-651). Le zoroastrisme n'avait jusqu'alors pas ou peu construit de lieux sacrés. C'est sous le règne sassanide qui en fait une religion d'état que les édifices consacrés au culte du feu zoroastrien prennent leur essor.
Ces temples de feu avaient pour vocation d'abriter un feu perpétuel symbolisant la lumière divine. Seuls les prêtres étaient autorisés à pénétrer à l'intérieur de l'édifice, les fidèles devant se contenter de vénérer le feu depuis l'une des ouvertures.

## Symbolique
Plusieurs textes et poèmes musulmans  évoquent la symbolique des salles à coupoles qui représenterait un microcosme. La coupole représenterait la voûte céleste et la salle symboliserait le monde terrestre avec ses quatre points cardinaux.